# Боил Банов
Боил Василев Банов е български режисьор, министър на културата в третото правителство на Бойко Борисов (от 4 май 2017 до 12 май 2021 г.).

## Биография
Роден е на 26 май 1971 г. в София. Той е син на актьора Васил Банов. От 1978 г. учи в 7 СУ „Свети Седмочисленици“, което завършва през 1989 г. След това завършва режисура за драматичен театър в НАТФИЗ „Кръстьо Сарафов“ при проф. Красимир Спасов, където се дипломира като магистър през 1999 г. Следва и културология в Софийския университет „Св. Климент Охридски“.
Дебютира в Драматичен театър – Хасково с постановката „Свекърва“ от Антон Страшимиров. Работи в Драматично-куклен театър – Хасково, на който е директор. Гастролира в Народния театър.
Режисьор е на постановки в различни театри в страната – Народен театър „Иван Вазов“, Сатиричен театър, „Сълза и смях“, Драматично-куклен театър „Иван Димов“ – Хасково и др. В продължение на 15 години е директор на Драматично-куклен театър „Иван Димов“ – Хасково.
Шахматист е в Шахматен клуб „Ивис+“ в София, участва и в шахматни турнири.
Назначен е за заместник-министър на културата в служебното правителство на Георги Близнашки на 14 август 2014 г. Избран за министър на културата на 4 май 2017 г. от XLIV народно събрание.
Владее английски и руски.

## Постановки
Сред по-известните му постановки са:
- „В полите на Витоша“ от Пейо Яворов;
- „Когато гръм удари“ от Пейо Яворов;
- „Вампир“ от Антон Страшимиров;
- „Къща“ от Антон Страшимиров;
- „Сако от велур“ от Станислав Стратиев;
- „Пет жени в еднакви рокли“ от Алън Бол;
- „Боряна“ от Йордан Йовков;
- „Нора“ от Хенрих Ибсен;
- „Вуйчо Ваньо“ от Антон Чехов.[1][2]